# Paroedura tanjaka
Paroedura tanjaka är en ödleart som beskrevs av  Ronald Archie Nussbaum och RAXWORTHY 2000. Paroedura tanjaka ingår i släktet Paroedura och familjen geckoödlor. IUCN kategoriserar arten globalt som starkt hotad. Inga underarter finns listade i Catalogue of Life.